# مینامی-آروپوسو، یاماناشی
می‌نامی‌آروپوسو (به ژاپنی: 南アルプス市) شهری است در استان یاماناشی در کشور ژاپن. این شهر دارای جمعیت ۷۱٬۰۷۱ نفر و مساحت ۲۶۴٫۰۶ کیلومتر مربع با تراکم جمعیت ۲۶۹٫۱۵ نفر در هر کیلومترمربع است.